# El retorno de D'Artacán
El retorno de D'Artacán es una serie de animación hispano-británica para televisión creada por BRB Internacional y producida por la propia BRB, la española TVE y la británica Thames TV. El proceso de animación corrió a cargo del estudio de animación Taiwanés Wang Film Productions bajo la dirección de Wang Yaquan.
La trama de la serie está inspirada libremente en la novela de Alejandro Dumas El vizconde de Bragelonne, última novela de la trilogía de los mosqueteros.  
La historia comienza diez años después de que D'Artacán fuera nombrado Mosqueperro (último episodio de D´Artacán y los tres Mosqueperros), donde encontramos a  D'Artacán y Julieta casados y viviendo en las afueras de París con sus dos hijos, Philippe y Flor. 
Es cuando la reina Ana de Austria se reúne con los Mosqueperros para avisarles que su esposo Luis XIII ha comenzado a actuar de una manera sospechosa, teniendo sospechas del cardenal Richelieu, Milady y Widimer.
La serie se estrenó el domingo 29 de septiembre de 1991 por el primer canal de TVE.

## Personajes y voces
- D'Artacán – Eduardo Jover
- Juliet – Gloria Cámara
- Pontos – Javier Franquelo
- Amis – Luis Reina
- Tréville – Claudio Rodríguez
- Rey Luis XIII – Javier Dotú
- Cardenal Richelieu – Rafael de Penagos
- Widimer – José Martínez Blanco
- Milady – Ana Ángeles García
- Reina Ana de Austria – María Luisa Rubio
- Pom – Ángel Egido
- Dogos – Juan Perucho
- Conde de Von Guau – Luis Marín
- Barón de la Tour – Eduardo Moreno
- Camembert – Luis Gaspar

## Lista de Episodios
- 01. Al servicio de Francia
- 02. De nuevo en París
- 03. Malas noticias
- 04. El bozal de oro
- 05. El rescate
- 06. Un secreto para siempre
- 07. En la cueva del mago
- 08. El rey, envenenado
- 09. Una visita especial
- 10. Cambio de planes
- 11. El impostor
- 12. Uno más en el grupo
- 13. Atrapados por Blancbec
- 14. Una sorpresa para Richelieu
- 15. Pedigreen Hood
- 16. Widimer complica las cosas
- 17. El mejor arquero
- 18. El rescate de D'Artacán
- 19. La prima del rey
- 20. Robo en el baile
- 21. La rosa negra
- 22. Una sorpresa mayúscula
- 23. El secuestro de Flor
- 24. ¿Dónde está Flor?
- 25. El rescate de Flor
- 26. El sucesor de Treville

## Premios
- Medalla de bronce en el «Festival Internacional de Televisión y Cine de Nueva York», 1992.
- Mención de Honor en el «Festival Umbriaficción», 1991 (Italia).

- Datos: Q12164512